# Municipio Tacobamba
Das Municipio Tacobamba ist ein Verwaltungsbezirk im Departamento Potosí im südamerikanischen Anden-Staat Bolivien.

## Lage im Nahraum
Das Municipio Tacobamba ist eines von drei Municipios in der Provinz Cornelio Saavedra. Es grenzt im Nordwesten an die Provinz Chayanta, im Westen an die Provinz Tomás Frías, im Süden und Südosten an das Municipio Betanzos und im Nordosten an das Departamento Chuquisaca. Es erstreckt sich über etwa 60 Kilometer in nord-südlicher und über 40 Kilometer in ost-westlicher Richtung.

## Geographie
Das Municipio Tacobamba liegt östlich des Altiplano und umfasst Täler und Höhenrücken der bolivianischen Cordillera Central. Die Region weist ein typisches Tageszeitenklima auf, d. h., dass die Temperaturunterschiede zwischen Tag und Nacht größer sind als die Temperaturunterschiede zwischen den Jahreszeiten.
Die mittlere Durchschnittstemperatur der Region liegt bei 11,5 °C und schwankt zwischen knapp 10 °C im Juni/Juli und gut 14 °C von Oktober bis März. Der Jahresniederschlag liegt bei 500 mm, mit einer ausgeprägten Trockenzeit mit Monatsniederschlägen unter 10 mm von Mai bis August, und Monatsniederschlägen von mehr als 100 mm von Dezember bis Februar (siehe auch das Klimadiagramm Potosí).

## Bevölkerung
Die Einwohnerzahl ist zwischen 1992 und 2024 um etwa ein Viertel angewachsen:
| Jahr | Einwohner | Quelle       |
| ---- | --------- | ------------ |
| 1992 | 11.727    | Volkszählung |
| 2001 | 12.754    | Volkszählung |
| 2012 | 11.735    | Volkszählung |
| 2024 | 14.208    | Volkszählung |

Die Bevölkerungsdichte des Municipios bei der letzten Volkszählung von 2024 betrug 16,1 Einwohner/km², der Anteil der städtischen Bevölkerung ist 0 Prozent, der Anteil der unter 15-Jährigen an der Bevölkerung im Jahr 2001 betrug 45,6 Prozent.
Der Alphabetisierungsgrad bei den über 19-Jährigen beträgt 37 Prozent, und zwar 54 Prozent bei Männern und 22 Prozent bei Frauen. Wichtigste Sprache mit einem Anteil von 78 Prozent ist Quechua. 89 Prozent der Bevölkerung sind katholisch, 5 Prozent evangelisch. (1992)
Die Lebenserwartung der Neugeborenen liegt bei 53 Jahren. 91 Prozent der Bevölkerung haben keinen Zugang zu Elektrizität, 98,5 Prozent leben ohne sanitäre Einrichtung. (2001)

## Politik
Ergebnis der Regionalwahlen (concejales del municipio) vom 4. April 2010:
| Wahl- berechtigte |  | Wahl- beteiligung | gültige Stimmen |  | MAS-IPSP |
| ----------------- |  | ----------------- | --------------- |  | -------- |
| 4.152             |  | 3.193             | 2.562           |  | 2.562    |
|                   |  | 76,9 %            | 80,2 %          |  | 100,0 %  |

Ergebnis der Regionalwahlen (elecciones de autoridades políticas) vom 7. März 2021:
| Wahl- berechtigte |  | Wahl- beteiligung | gültige Stimmen |  | MAS-IPSP | AS      | PAN-BOL | M.O.P. |
| ----------------- |  | ----------------- | --------------- |  | -------- | ------- | ------- | ------ |
| 3.626             |  | 2.846             | 2.081           |  | 1.339    | 430     | 111     | 75     |
|                   |  | 78,49 %           | 73,12 %         |  | 64,34 %  | 20,66 % | 5,33 %  | 3,60 % |

## Gliederung
Das Municipio unterteilt sich in die folgenden Kantone (cantones):
- 05-0303-01 Kanton Tacobamba – 172 Ortschaften – 8.283 Einwohner
- 05-0303-02 Kanton Ancoma – 12 Ortschaften – 537 Einwohner (2012)
- 05-0303-03 Kanton Colavi – 2 Ortschaften – 343 Einwohner
- 05-0303-04 Kanton Machacamarca – 12 Ortschaften – 809 Einwohner
- 05-0303-05 Kanton Rodeo – 33 Ortschaften – 1.203 Einwohner
- 05-0303-06 Kanton Yawacari – 4 Ortschaften – 560 Einwohner

## Ortschaften im Municipio Tacobamba
- Kanton Tacobamba
  - Tacobamba 73 Einw.

- Kanton Ancoma
  - Ancoma 98 Einw.

- Kanton Colavi
  - San Felipe de Colavi 263 Einw.

- Kanton Machacamarca
  - Machacamarca 117 Einw.

- Kanton Rodeo
  - Rodeo 113 Einw.

- Kanton Yawacari
  - Yahuacari 167 Einw.